# 嫩江省
嫩江省（のんこう-しょう）は中華民国にかつて存在した省。中国東北の北西部に位置する。

## 地理
嫩江省は東は合江省、西は興安省、北は黒竜江省、南は松江省、遼北省、吉林省と接し、現在の黒竜江省西部、依安県・明水県・綏化市北林区以南、通河県以西、松花江以北の地域に相当する。

## 歴史
嫩江省は満洲国時代の竜江省を前身とする。1945年（民国34年）の日本の敗戦に伴い満洲国が崩壊すると国民政府は9月4日に嫩江省長を任命、省会を斉斉哈爾市に設置した。1947年（民国36年）6月、東北9省の行政区域が正式に策定されると1市18県2旗を管轄するようになった。
しかし国共内戦の結果中国共産党の実効支配下におかれていた嫩江省では実際に行政機構の大部分が機能することなく崩壊している。

## 行政区画
下部行政区画は下記の通り。
- 市
  - 斉斉哈爾市
- 県
  - 安広県
  - 安達県
  - 開通県
  - 乾安県
  - 呼蘭県
  - 青岡県
  - 瞻楡県
  - 泰来県
  - 大賚県
  - 肇州県
  - 肇東県
  - 鎮賚県
  - 洮安県
  - 洮南県
  - 巴彦県
  - 扶余県
  - 木蘭県
  - 蘭西県
  - 竜江県
  - 林甸県
- 旗
  - 扎賚特旗
  - 杜爾伯特旗